# فرقة المشاة السابعة (الفيرماخت)
فرقة المشاة السابعة فرقة للفيرماخت الألماني خلال الحرب العالمية الثانية. تم تشكيلها في 1 أكتوبر 1934 في ميونيخ من موظفي <a href="https://en.wikipedia.org/wiki/Artillerief%C3%BChrer_VII" rel="mw:ExtLink" title="Artillerieführer VII" class="new cx-link" data-linkid="10">Artillerieführer VII</a> وإعادة تسميتها فرقة المشاة 7 مع الكشف عن التسلح الألماني في 15 أكتوبر 1935. استعدادًا لغزو بولندا، تم نقل الفرقة إلى جمهورية سلوفاكيا في 1 أغسطس 1939. استسلمت الفرقة للقوات السوفيتية بالقرب من Stutthof بعد الاستسلام غير المشروط في 8 مايو 1945.
تم إرسال فرقة المشاة السابعة إلى Slowakia في 1 أغسطس 1939، حيث تم تعبئتها في 26 أغسطس. من 1 سبتمبر 1939، شاركت الفرقة في الحملة البولندية.
عند انتهاء الحملة البولندية، تم نقل فرقة المشاة السابعة إلى الحدود الغربية للرايخ الألماني. من هناك شاركت في الحملة الغربية عبرت فرقة المشاة السابعة ليز وشاركت في القتال حول ليل. بعد الهدنة في يونيو، ظلت الفرقة متمركزة في شمال فرنسا كقوات احتلال.
في وقت مبكر من عام 1942 حدث الانسحاب إلى نارا وGshatsk.
في عام 1943، قاتلت فرقة المشاة السابعة في أوريل وتراجعت من ديسنا ودنيبر إلى غوميل.

## القادة
- فرانز هالدر 1 أكتوبر 1934 - 12 نوفمبر 1936
- أوتو هارتمان 12 نوفمبر 1936 - 31 يوليو 1939
- يوجين أوت 1 أغسطس 1939 - 30 سبتمبر 1939
- ؟؟؟ 30 سبتمبر 1939 - 1. ديسمبر 1939
- إيكارد فرايهر فون جابلنز 1 ديسمبر 1939 - 13 ديسمبر 1941
- هانز جوردان 13 ديسمبر 1941 - 1 نوفمبر 1942
- فريتز جورج فون رابار 1 نوفمبر 1942 - 2 أكتوبر 1943
- كارل أندريه 2 أكتوبر 1943 - 30 نوفمبر 1943
- جوستاف جهر 30 نوفمبر 1943 - 8 ديسمبر 1943
- فريتز جورج فون رابارد 8 ديسمبر 1943
- الويس ويبر أغسطس 1944 - مايو 1945